# Bresse
La Bresse (francoprovençal Brêsse) és una regió geogràfica de França, i una antiga província del regne de França. És situada al departament d'Ain a la regió d'Alvèrnia Roine-Alps i de Saona i Loira a la regió de Borgonya-Franc Comtat. La capital històrica és Bourg-en-Bresse.

## Història
La senyoria de Bresse fou una jurisdicció feudal de França, que va sorgir vers el segle xi. Actualment es troba a les regions franceses d'Alvèrnia-Roine-Alps i Borgonya-Franc Comtat. Des del seu origen apareix unida a la senyoria de Bugey. Va passar (junt amb Bugey) a Savoia per matrimoni el 1272 (de dret a la mort de la darrera senyora el 1294) i va pertànyer a Savoia fins al 1601 en què fou cedida a França pel tractat de Lió.

### Llista de senyors de Bresse i Bugey
- Raül (Rodolf) vers 1015-1033
- Ramon Reinald I 1033-1072
- Galceran 1072-1108
- Udulric 1108-1120
- Reinald II 1120-1153
- Ulric I 1153
- Reinald III 1152-1180
- Ulric II 1180-vers 1220
- Guiu I, vers 1220
- Reinald IV, vers 1220-1253
- Guiu II 1253-1268
- Simona Sibil·la 1268-1294
- Amadeus V de Savoia 1272-1294 (espòs)
- A Savoia 1294-1601
- Incorporat a França pel tractat de Lió de 1601